# П'ятра (Бістріца-Несеуд)
П'ятра (рум. Piatra) — село у повіті Бистриця-Несеуд в Румунії. Входить до складу комуни Кіуза.
Село розташоване на відстані 343 км на північний захід від Бухареста, 21 км на північний захід від Бистриці, 72 км на північний схід від Клуж-Напоки.

## Населення
За даними перепису населення 2002 року у селі проживали 529 осіб. Рідною мовою 528 осіб (99,8%) назвали румунську.
Національний склад населення села:
| Національність | Кількість осіб | Відсоток |
| -------------- | -------------- | -------- |
| румуни         | 487            | 92,1%    |
| цигани         | 41             | 7,8%     |